# Distretto di Trachselwald
Il distretto di Trachselwald è stato uno dei 26 distretti del cantone di Berna in Svizzera. Confinava con i distretti di Signau a sud, di Konolfingen a sud-ovest, di Burgdorf a ovest, di Aarwangen a nord e con il Canton Lucerna (distretto di Willisau) a est. Il capoluogo era Trachselwald. La sua superficie era di 191 km² e contava 10 comuni.
I suoi comuni sono passati alla sua soppressione al circondario dell'Emmental e al circondario dell'Alta Argovia.

## Comuni
- CH-3416 Affoltern im Emmental
- CH-3465 Dürrenroth
- CH-4952 Eriswil
- CH-4950 Huttwil
- CH-3432 Lützelflüh
- CH-3415 Rüegsau
- CH-3454 Sumiswald
- CH-3456 Trachselwald
- CH-4942 Walterswil
- CH-4954 Wyssachen

### Divisioni
- 1847: Eriswil → Eriswil, Wyssachen